# Aeroportul Alférez FAP Alfredo Vladimir Sara Bauer
Aeroportul Alférez FAP Alfredo Vladimir Sara Bauer (IATA: AOP, ICAO: SPAS) este un aeroport din Loreto, Peru ce deservește zona Andoas⁠(d).
Situat la o altitudine de 222 m, aeroportul dispune de o singură pistă.